# Turinah
Turinah (7. lipnja 1853.? - 7. lipnja 2012.) je žena s otoka Sumatre u Indoneziji koja je možda bila i najstarija žena na svijetu ikada.
Rodila se na Sumatri 1853. godine. Nju su pronašli ljudi koji su prolazili kroz Sumatru 2011. godine. Mislili su da najvjerojatnije ima toliko godina zato što ima kćer koja je imala 109 godina.
Jedna druga žena rekla je popisivačima da ima 145 godina. Turinah tvrdi da je spalila svoje dokumente 1965. godine kako je se ne bi povezalo s komunistima, koje su indonezijske vlasti masovno ubijale pod optužbom da planiraju puč.